# 坂上富平
明治28年4月1日－昭和55年11月13日没　　　
兵庫県淡路島出身
海軍機関学校26期　最終階級　海軍少将
坂上富平は明治28年淡路島洲本で生まれ洲本中学を経て大正六年海軍機関学校を卒業した。
卒業後練習艦「千歳」の乗り組みを経て大正8年軽巡「利根」に乗艦、南支那、シンガポール、ボルネオ方面の警備に従事した。昭和5年練習艦隊「出雲」で遠洋航海、昭和６年海軍工機学校教官　同９年艦政本部出仕　昭和１２年練習艦隊「八雲」機関長として遠洋航海　司令長官は後の古賀大将　艦長は宇垣中将であった。後、海軍兵学校教官　軍艦「朝日」の工作部長で上海勤務、昭和１６年海軍工作学校の建設に携わり初代教頭兼研究部長となる。
ここで特殊潜航艇の試作、第一艇の建造がある。これは魚雷二本を抱いて攻撃後は生還出来るもので当時は機密保持上「ＳＳ金物」と呼ばれ後に「海竜」と名付けられた。
昭和１８年南西方面艦隊機関長として戦地勤務。１９年に横須賀工廠総務部長(少将)となり世界最大空母「信濃」の建造に全力投球した。
話は遠く日露戦争にさかのぼる。(1904年　明治37年)　
ロシアとの日本海戦において連合艦隊司令長官東郷元帥は「敵艦見ゆの警報に接し・・・」と全軍に士気を鼓舞した。敵艦を発見するのに現在の様にレーダーで捉える事は出来なかった。　まず敵艦の煙を発見しなければならなかった。日露戦争後、東郷元帥は「煙の出ない軍艦を研究せよ」と至上命令を出した。
大正9年坂上富平はセミディーゼル発電機械の燃料を重油で実用化する研究を、大正13年には汽缶内部腐食について研究しその防止等を確立して山本権兵衛海軍大臣より海軍大臣優秀論文賞を受賞した。　そして昭和五年、重油専燃缶高力無煙焚火装置の改善に成功し海軍大臣賞を受賞,した。現在もうもうたる黒煙は完全に過去のものとなっている。
戦争は武器の優劣によって勝敗が左右される事が多い。武器の改善の必要から科学技術は進歩し発明を生む。
日露戦争当時、一発一発づつ　ドーンと撃つ大砲の響きは「砲撃つ響きは雷の声かとばかり・・・」やがてこの大砲の他に水中を潜って敵艦に迫る魚雷が出現した。
ここでまた大きな必要が生まれたのである。艦に近づく魚雷の航跡を発見したとき、大きな軍艦は急旋回をして回避する事が極めて困難であった。軍艦が急旋回出来れば・・水中の中の動物はどういう行動をしているのだろう・・　昭和12年海軍兵学校、機関学校、経理学校などの卒業生を乗せた練習艦隊、旗艦「八雲」の機関長として乗艦をしていた坂上は、しばし海面を見つめていた。　大きなウミガメが右に左に首を出したり急転直下潜ったり浮いたりしていることに衝撃を覚え新たな研究が始まる。
昭和14年「櫓の運動に関する研究」(和船を漕ぐ時に使う櫂の一種)　昭和23年「万能入子」の実用新案を取り昭和天皇の御座船に取り付け、葉山一色海岸にて昭和天皇　皇太后両陛下御同船の栄を賜った。昭和28年　櫓の運動理論を解明し日本・米国特許を取得し昭和29年東京都発明奨励賞を受賞した。
櫓の運動を解析、又、幾何学的手法で解析をして、櫓下の先端は櫓抗を中心点とする球面上を左右に揺動するため櫓下は船の前進に伴って螺旋面を描くという結論を得た。昭和30年　「単翼推進機」　昭和32年「振動と揺動運動を同時に伝達し得る動力伝達装置」　「ファンの羽根車」の特許を取得する。
昭和17年(１９４２)　ＳＳ金物について
坂上は海底を自由に跳梁し、その隠密性を利用し肉はくして、魚雷攻撃をはじめ活発な攻撃が出来ないものか　そのためには潜水艦の胴体に飛行機の様にフラップを付け潜航や浮上が出来ないものかと考えた。
そうするには潜横舵を中部につけて操縦性を良くしたものでなくては・・・構想を次々と発展させて夢の青写真を作った。そしてこの構想を海軍工作学校教官であった浅野卯一郎中佐に相談をした。その結果坂上の着想をヒントにした浅野教官が２～３００トンで単殻とし、水中速力２０ノット以上出せるものを提案した。後に戦局の推移により小型化されたSS金物と称される海竜の原型となるものになった。
やがて坂上が親しくしていた宇垣纏連合艦隊参謀長にこの構想を示すと大いに賛同し、軍令部に道筋を得られた。またこの時すでに工作学校の中で横浜高専(現横浜国大)から学生を手配して図面2－3枚が引き終わり、かなり具体化していた。しかし海竜の建造は戦局の推移とともに一時中断されていった。だが本土決戦という切羽詰まった戦局になり昭和19年の夏過ぎに急遽建造の運びとなった。　そのため躊躇する舞鶴や呉工廠を尻目に不足がちな資材をもとに信濃を建造した大乾ドックで建造が始まった。
昭和19年、坂上は横須賀工廠総務部長として「信濃」の建造に関わる。当時の工廠長の熱意による秘話を明かす。

海軍工作学校神社
坂上は昭和１３年、海軍兵学校の教官時代に、兵学校内の八方園神社をご改築した経験があり(江田島教育参考館　造営写真・図面等保管)　海軍工作学校においても神社の御造営を思い立ち八方園神社の設計図をもとに設計をして伊勢神社の御霊をお祭りする事にした。神社は純内宮式とし工作学校練習生、校員の手で立派に造成された。
因みに工作学校神社は終戦後久里浜の八幡神社に奉安されている。
参考文献　  
海軍工作学校史　　1984年6月　海軍工作学校編集委員会
生産技術１９４７　２(７)(９)　　軽便潜水　頁２０－２３
生産技術１９４７　２(6)(8)  水中電気　頁７－１１
ヨット・モーターボートの雑誌　１９４８　櫓の話
丸　３０(９)(３７４)　世界初海底飛行機誕生す
週刊大衆　昭和36年11月10日　信濃建造秘話
横浜国大工学部建設学科船舶海洋工学教室　講演論文引用